# Ромеро, Джордан
Джордан Ромеро (англ. Jordan Romero; р. 12 июля 1996, Биг-Бэр-Лейк, Калифорния, США) — американский альпинист, 22 мая 2010 года ставший самым молодым в истории альпинистом, совершившим успешное восхождение на Эверест. На момент достижения вершины ему было 13 лет 10 месяцев и 10 дней.
Ромеро совершил восхождение в сопровождении своего отца — Пола Ромеро, приёмной матери Карен Лундгрен и трёх помощников: Энг Пасанга, Лама Давы и Лама Кармы. Предыдущий рекорд принадлежал Мин Кипа из Непала, которая в 2003 году покорила вершину в возрасте 15 лет. По словам Джордана, у него возникло желание покорить семь вершин семи континентов после того, как увидел в коридоре своей школы картину, на которой были изображены высочайшие вершины семи континентов. В декабре 2011 года он поднялся на Массив Винсон, побив рекорд Джорджа Аткинсона, являвшегося самым молодым альпинистом, покорившим высочайшие вершины всех континентов в возрасте 15 лет 5 месяцев и 12 дней.
Вполне вероятно, что если не произойдёт изменений в национальных политиках Непала и Китая, то рекорд Ромеро не будет превзойдён: Непал более не выдаёт лицензии альпинистам моложе 16 лет для подъёма на Эверест, а вслед за восхождением Ромеро Китай также ввёл подобные ограничения на тибетский склон горы. Джордан заявил, что не возражает, если какой-нибудь другой ребёнок превзойдёт его рекорд, так как он сам просто наслаждается восхождениями ради восхождений.

## Биография
Ромеро родился 12 июля 1996 года, вырос и живёт по настоящее время в городе Биг-Бэр-Лейк (штат Калифорния). Его отцом является Пол Ромеро, а матерью — Ли Энн Дрейк.

### Восхождения
| Семь вершин, покорённых Ромеро | Семь вершин, покорённых Ромеро | Семь вершин, покорённых Ромеро | Семь вершин, покорённых Ромеро | Семь вершин, покорённых Ромеро | Семь вершин, покорённых Ромеро |
| Год                            | Вершина                        | Страна                         | Континент                      | Высота в метрах                | Высота в футах                 |
| ------------------------------ | ------------------------------ | ------------------------------ | ------------------------------ | ------------------------------ | ------------------------------ |
| Апрель 2006                    | Килиманджаро                   | Танзания                       | Африка                         | 5892                           | 19 340                         |
| Апрель 2007                    | Косцюшко                       | Австралия                      | Австралия                      | 2228                           | 7310                           |
| Июль 2007                      | Эльбрус                        | Россия                         | Европа                         | 5642                           | 18 510                         |
| Декабрь 2007                   | Аконкагуа                      | Аргентина                      | Южная Америка                  | 6962                           | 22 841                         |
| Июнь 2008                      | Мак-Кинли                      | США                            | Северная Америка               | 6194                           | 20 320                         |
| Сентябрь 2009                  | Пунчак-Джая                    | Индонезия                      | Австралия/Океания              | 4884                           | 16 024                         |
| Май 2010                       | Эверест                        | Непал, Китай                   | Азия                           | 8848                           | 29 029                         |
| Декабрь 2011                   | Массив Винсон                  | Антарктика                     | Антарктика                     | 4892                           | 16 050                         |

На данный момент, Ромеро поставил перед собой цель подняться на самые высокие точки во всех 50 штатах США.
| Высочайшие вершины штатов США, покорённые Ромеро | Высочайшие вершины штатов США, покорённые Ромеро | Высочайшие вершины штатов США, покорённые Ромеро | Высочайшие вершины штатов США, покорённые Ромеро | Высочайшие вершины штатов США, покорённые Ромеро | Высочайшие вершины штатов США, покорённые Ромеро |
| Год                                              | Вершина                                          | Штат                                             | Высота в метрах                                  | Высота в футах                                   |                                                  |
| ------------------------------------------------ | ------------------------------------------------ | ------------------------------------------------ | ------------------------------------------------ | ------------------------------------------------ | ------------------------------------------------ |
| Август 2012                                      | Кингс-Пик                                        | Юта                                              | 4123                                             | 13 528                                           |                                                  |

#### Восхождение на Эверест
До восхождения на Эверест Ромеро уже поднялся на шесть вершин из восьми в общем списке «Семь вершин». Последним подъёмом было восхождение на гору Аконкагуа (6962 м). Группа Ромеро выбрала маршрут по северному склону горы со стороны Тибета. Группа имела с собой GPS-трекер и спутниковый телефон, её продвижение можно было наблюдать на карте удалённо. В промежуточном лагере на высоте 5700 м Ромеро провёл интервью, второе Skype-интервью он дал непосредственно на вершине.
До осуществления восхождения на Эверест рядом экспертов была высказана критика в адрес предстоящего восхождения. Дэвид Хиллбрандт, медицинский советник Британского совета альпинизма, выразил сомнения в том, что Ромеро на момент восхождения был достаточно психологически зрелым, а также добавлял: «Это полностью противоречит духу альпинизма. Это похоже на массовый маркетинг, деньги и насилие над ребёнком. В настоящее время люди могут подняться на лебёдке, с помощью верёвки, которую шерпы прокладывают для них. Всё это будет сделано для него [для Ромеро]. Он — пассажир». Из-за нежелания проходить через непредсказуемый ледопад Кхумбу в Непале, Ромеро и его команда выбрали путь со стороны Тибета. 10 июня 2010 года Китайская тибетская ассоциация альпинизма объявила о введении возрастного ценза для соискателей лицензии на подъём на Эверест по северному склону.
После восхождения на Эверест Ромеро и Кэтрин Бланк написали книгу «Мальчик, который покорил Эверест: История Джордана Ромеро» (англ. The Boy Who Conquered Everest: The Jordan Romero Story). Книга представляет собой иллюстрированное издание, в которое включены фотографии всей команды Джордана, базовых лагерей и фотографии с вершины горы.